# Euroliga 1992./93.
Ovo je 36. izdanje elitnog europskog klupskog košarkaškog natjecanja. Nakon dva kruga izbacivanja igrane su dvije četvrtzavršne skupine i onda četvrtzavršnica. Hrvatski predstavnici Cibona i Zadar ispali su u četvrtzavršnim skupinama. Završni turnir održan je u Ateni od 13. do 15. travnja 1993.

## Završni turnir

### Poluzavršnica
- PAOK Solun -  Pallacanestro Treviso 77:79
- CSP Limoges -  Real Madrid 62:52

### Završnica
- Pallacanestro Treviso -  CSP Limoges 55:59

- europski prvak:  CSP Limoges (prvi naslov)
  - sastav ([1]): Frédéric Forte, Jimmy Vérove, Richard Dacoury, Michael Young, Jure Zdovc, Jean-Marc Dupraz, Marc M'Bahia, Franck Butter, Jim Bilba, Willie Redden, trener Božidar Maljković